# Eton (oceanijski jezik)
Eton jezik (ISO 639-3: etn; isto i istočnoefatski, epwau), jedan od pet oceanijskih jezika koji pripada centralnovanuatskoj podskupini. Govori ga oko 500 ljudi (1989 census) na jugoistoku otoka Efate u Vanuatuu.
Ima dva dijalekta etonski [etn-eto] i gotovo izumrli pang pang [etn-pan]. 

## Vanjske poveznice
- Ethnologue (14th)
- Ethnologue (15th)
- The Eton Language